# Liste der Abkürzungen antiker Autoren und Werktitel/O
| Abk. Autor            | Autor                                         | Autor                                          | Edition                                                                                                 |
|                       | Abk. Werk                                     | Werktitel                                      | Deutscher Titel                                                                                         |
| --------------------- | --------------------------------------------- | ---------------------------------------------- | --- |
| Obd                   | Obadja                                        | Obadja                                         | |
| Obseq.                | Iulius Obsequens                              | Iulius Obsequens                               | |
|                       |                                               | Liber de prodigiis                             | |
| OCD                   | The Oxford Classical Dictionary               | The Oxford Classical Dictionary                | Simon Hornblower, Anthony Spawforth (4. Aufl. 2012)                                                     |
| OCRE                  | Online Coins of the Roman Empire              | Online Coins of the Roman Empire               | |
| Oct. pr.              | Octavia praetexta                             | Octavia praetexta                              | |
| Od.                   | Homer Odyssee                                 | Homer Odyssee                                  | |
| Od.                   | Oden (Odae)                                   | Oden (Odae)                                    | |
| OdSal                 | Odae Salomonis                                | Odae Salomonis                                 | |
| Offb                  | Offenbarung des Johannes                      | Offenbarung des Johannes                       | |
| OGI                   | Orientis Graeci Inscriptiones Selectae        | Orientis Graeci Inscriptiones Selectae         | Wilhelm Dittenberger, Leipzig 1903–1905                                                                 |
| Oh                    | Talmudtraktat Ohalot                          | Talmudtraktat Ohalot                           | |
| Okkel.                | Okellos                                       | Okellos                                        | |
| OLD                   | Oxford Latin Dictionary                       | Oxford Latin Dictionary                        | Peter G. W. Glare (2. überarb. Aufl. 2012)                                                              |
| Olymp.                | Olympiodoros der Jüngere                      | Olympiodoros der Jüngere                       | |
|                       | prol.                                         | Prolegomena                                    | |
|                       | vit. Plat.                                    | vita Platonis                                  | |
| Onas. (Onos.)         | Onasander                                     | Onasander                                      | |
| Opp.                  | Oppian                                        | Oppian                                         | |
|                       | hal.                                          | Halieutica Ἁλιευτικά (Halieutiká)              | Über den Fischfang                                                                                      |
|                       | ix.                                           | Ixeutika                                       | Über den Vogelfang                                                                                      |
|                       | kyn.                                          | Cynegetica Κυνηγετικά (Kynēgetiká)             | Über die Jagd                                                                                           |
| Optatus Milev.        | Optatus Milevitanus                           | Optatus Milevitanus                            | |
|                       |                                               | De schismate Donatistarum adversus Parmeniarum | Über das donatistische Schisma                                                                          |
| OrMan                 | Gebet des Manasse (Oratio Manassae)           | Gebet des Manasse (Oratio Manassae)            | |
| or. Sib. (Orac. Sib.) | Sibyllinische Orakel (Oracula Sibyllina)      | Sibyllinische Orakel (Oracula Sibyllina)       | Johannes Geffken (Griechische christliche Schriftsteller 8; Leipzig 1902)                               |
| orat. imp. …          | Reden des Kaisers … (orationes imperatorum …) | Reden des Kaisers … (orationes imperatorum …)  | |
| Oreib.                | Oreibasios                                    | Oreibasios                                     | |
|                       | coll. med.                                    | collatio medicinae                             | |
| Orig.                 | Origenes                                      | Origenes                                       | |
|                       | adnot.                                        | adnotationes                                   | |
|                       | c. Cels. (Kels.)                              | contra Celsum Κατὰ Κέλσου (Katà Kélsou)        | |
|                       | comm.                                         | commentarii                                    | |
|                       | de or.                                        | de oratione Περὶ εὐχῆς (Perì euchês)           | |
|                       | exh. Mart.                                    | exhortatio ad martyrium                        | |
|                       | hex.                                          | Hexapla Ἑξαπλᾶ (Βιβλία) (Hexaplâ (Biblía))     | |
|                       | hom. (or.)                                    | homilia (orationes) Λόγοι (Logoi)              | |
|                       | philok.                                       | Philokalia                                     | |
|                       | princ. (arch.)                                | de principiis Περὶ ἀρχῶν (Perì archôn)         | |
|                       | sel.                                          | selecta                                        | |
| Orl                   | Talmudtraktat Orla                            | Talmudtraktat Orla                             | |
| Oros.                 | Orosius                                       | Orosius                                        | |
|                       | apol.                                         | liber apologeticus adversus Pelagianos         | |
|                       | comm.                                         | commonitorium de errore Priscillianistarum     | |
|                       | hist.                                         | historiae adversus paganos                     | |
| Orph.                 | Orpheus                                       | Orpheus                                        | |
|                       | Arg.                                          | Argonautika                                    | |
|                       | frg. … Abel                                   | fragmentum … Abel                              | |
|                       | frg. … K.                                     | fragmentum … Kern                              | |
|                       | h.                                            | hymni                                          | |
|                       | Lith.                                         | Lithika                                        | |
| Ov.                   | Ovid                                          | Ovid                                           | |
|                       | am.                                           | amores                                         | Liebesgedichte                                                                                          |
|                       | ars                                           | ars amatoria                                   | Liebeskunst                                                                                             |
|                       | epist. (her.)                                 | epistulae (heroides)                           | Briefe der Heldinnen                                                                                    |
|                       | cons. Liv.                                    | consolatio ad Liviam                           | |
|                       | fast.                                         | fasti                                          | Feste                                                                                                   |
|                       | hal.                                          | Halieutica                                     | |
|                       | Ib.                                           | Ibis                                           | Ibis |
|                       | medic.                                        | medicamina faciei femineae                     | |
|                       | met.                                          | metamorphoses                                  | Verwandlungen; Metamorphosen                                                                            |
|                       | Pont.                                         | epistulae ex Ponto                             | Briefe vom Schwarzen Meer                                                                               |
|                       | rem.                                          | remedia amoris                                 | Heilmittel gegen die Liebe                                                                              |
|                       | trist.                                        | tristia                                        | Klagelieder                                                                                             |
| Ovid.                 | P. Ovidius Naso siehe Ov.                     | P. Ovidius Naso siehe Ov.                      | |
| OzM                   | Ozar Midraschim                               | Ozar Midraschim                                | Judah D. Eisenstein (Hg.): Ozar Midrashim. A Library of Two Hundred Minor Midrashim2 Bde. New York 1928 |

| Legende zu den Farben der Autoreneinträge | Legende zu den Farben der Autoreneinträge | Legende zu den Farben der Autoreneinträge | Legende zu den Farben der Autoreneinträge                                                      |
| ----------------------------------------- | ----------------------------------------- | ----------------------------------------- | ---------------------------------------------------------------------------------------------- |
|                                           | Autor                                     | Autor                                     | Autorenabkürzung                                                                               |
| SW                                        | Sammelwerk                                | Sammelwerk                                | Sammlung oder Sammelwerk (sowohl moderne als auch antike)                                      |
| AN                                        | Anonym                                    | Anonym                                    | Schrift eines einzelnen, unbekannten Autors                                                    |
| BS                                        | Biblische Schrift                         | Biblische Schrift                         | Schrift des AT oder NT (auch Apokryphen)                                                       |
| RS                                        | Rabbinische Schrift                       | Rabbinische Schrift                       | Mischna, Talmud und sonstige hebräische, nichtbiblische Schrift                                |
| X                                         | Sonstiges                                 | Sonstiges                                 | Abkürzung von Lexikon, Referenz- oder Nachschlagewerk, Schriftreihe etc.; allgemeine Abkürzung |